# Колт коњички револвер
Колтов коњички револвер модел 1848 или Колт драгунски револвер (енгл. Colt Dragoon Revolver), амерички револвер капислар из 19. века. Први револвер који је произведен у већем броју за америчко тржиште.

## Историја
Колтов коњички (драгунски) револвер, модел 1848, био је моћно оружје, калибра 11,2 мм и тежине готово 2 кг. Био је наследник револвера Колт Вокер, чија је продаја и потражња за америчку војску нагло порасла током Америчко-мексичког рата (1846-1848). Био је то први комерцијално успешан модел Колта, пошто су прва два модела (Колт Патерсон и Колт Вокер) продати у само 2.800, односно 1.100 примерака. Веома дуг, тежак и масиван, био је намењен за наоружање коњице (драгона) и ношење у футроли на седлу, али су га његова величина и тежина чинили непогодним за употребу код пешадинаца и цивила. Као одговор на потребе тржишта, 1851. произведен је нешто мањи Колтов морнарички револвер, који је у сваком погледу био лакши за ношење и коришћење, и брзо је постао веома популаран.

## Карактеристике
Колтов коњички револвер био је нешто усавршена верзија старијег револвера Колт Вокер, који је такође био намењен за наоружање америчке коњице. Имао је осмоугаону цев са фиксним предњим нишаном, која је била причвршћена за тело револвера клином који је пролазио кроз отвор на веома јакој осовни цилиндра. Добош са 6 метака био је гладак изузев четвртастих улегнућа за кочницу, и пунио се спреда барутом и куглама. Испод цеви био је монтиран механички уређај за набијање кугли (тзв. Колтов набијач), са кратком гвозденом шипком која је улазила у најнижу комору добоша повлачењем полуге испод цеви наниже. Револвер је имао полулоптасти непокретни затварач, са улегнућем са десне стране како би се омогућило стављање каписли на шупље брадавице (цевчице) на задњој страни сваке барутне коморе.

## Спољашњи извори
- Reprocussion 004: Colt Dragoon A
- Reprocussion 005: Colt Dragoon B